# 三上喜三
三上 喜三（みかみ きぞう、1892年（明治25年）8月3日 - 1972年（昭和47年）6月18日）は、大日本帝国陸軍軍人。最終階級は陸軍中将。功四級。

## 経歴
広島県出身。1915年（大正4年）5月、陸軍士官学校第27期卒業。1926年（大正15年）12月、陸軍大学校第38期卒業。
1937年（昭和12年）8月、陸軍航空本部第4課長を経て、1938年（昭和13年）3月、陸軍航空兵大佐に進んだのち、同年12月、飛行第61戦隊長となり、ノモンハン事件に出動。
1940年（昭和15年）3月、陸軍気象部長に就任した。1941年（昭和16年）3月、陸軍少将に進み、同年7月、陸軍中央気象部長に補され、1942年（昭和17年）4月、第22飛行団長に転じ、第二次バターン半島攻略戦に加わった。
1943年（昭和18年）8月、所沢陸軍航空整備学校長を経て、1944年（昭和19年）6月、陸軍中将に進級した。
ついで同年10月、第4飛行師団長に親補され、フィリピンにて敢闘するものの壊滅。第4航空軍も富永恭次司令官ら司令部の敵前逃亡により解散し、第14方面軍直属となり終戦を迎えた。
1948年（昭和23年）1月31日、公職追放仮指定を受けた。

## 著書
- 『気象判断教程 秘・扱 陸軍気象部』陸軍気象部、1941年。